# Eclipsa de Soare din 21 august 2017

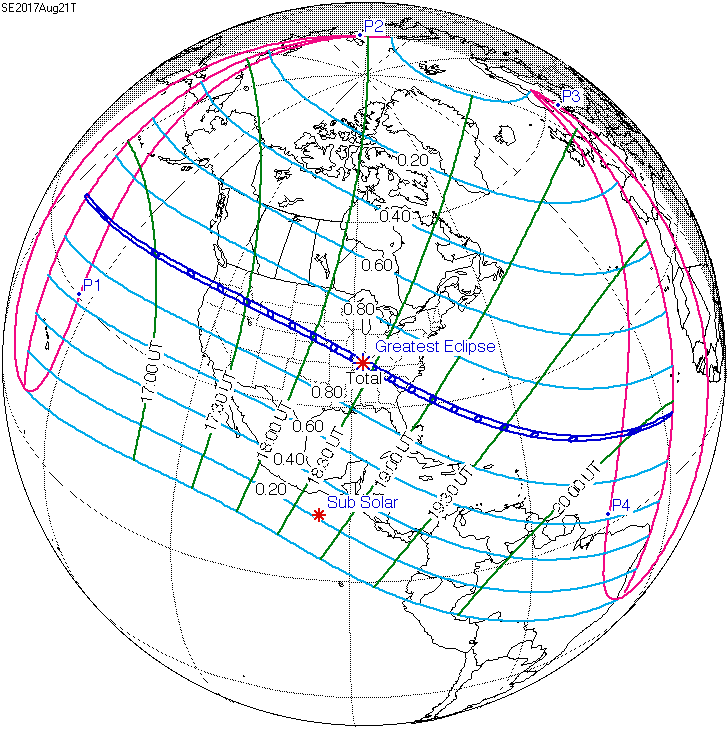
Harta eclipsei generale

O eclipsă totală de Soare a avut loc la 21 august 2017.
A fost cea de-a XI-a eclipsă totală de Soare din secolul al XXI-lea, dar a XIII-a trecere a umbrei Lunii peste Pământ, în acest secol.
A fost prima eclipsă totală de Soare care a trecut peste Statele Unite ale Americii în secolul al XXI-lea.
S-a produs în urmă cu 7 ani, 217 zile.

## Generalități
O eclipsă de Soare se produce când Luna trece între Pământ și Soare, ceea ce întunecă total sau parțial Soarele văzut de pe Pământ. O eclipsă de Soare totală se produce atunci când diametrul aparent al Lunii este mai mare decât cel al Soarelui, blocând toate razele directe ale Soarelui, și cufundând ziua în întuneric. Eclipsa totală nu se produce decât pe o bandă strâmtă de la suprafața Pământului, în timp ce o eclipsă de Soare parțială va fi vizibilă pe o regiune vastă de mai multe mii de kilometri lărgime.

## Caracteristici

Parcursul eclipsei pe Pământ.

Cu o magnitudine de 1,0306, eclipsa a fost vizibilă de pe un coridor strâmt, peste Statele Unite ale Americii. Cea mai lungă durată a eclipsei totale a fost de 2 minute și 40 de secunde, la 36°58.5′N 87°39.3′V / 36.9750°N 87.6550°V, la Nord-Vest de Hopkinsville, Kentucky.
O eclipsă parțială a putut fi văzută de pe o bandă mult mai largă din penumbra Lunii, cuprinzând America de Nord, America Centrală, nordul Americii de Sud, Europa de Vest și Africa.
Această eclipsă face parte din seria Saros 145, cea care a produs și Eclipsa de Soare din 11 august 1999 care a traversat Oceanul Atlantic de Nord, Europa (în România, la Ocnele Mari producându-se faza maximă) și Asia.

Ea ar putea să egaleze, în număr de observatori, recordul absolut al «eclipsei eurasice» din august 1999, cât și al celei din 22 iulie 2009. 
| Hartă cu înaltă rezoluție a eclipsei de Soare din 2017 în SUA, calculată cu aplicația: Eclipse2017/OpenStreetMap |

### Eclipsa în Europa

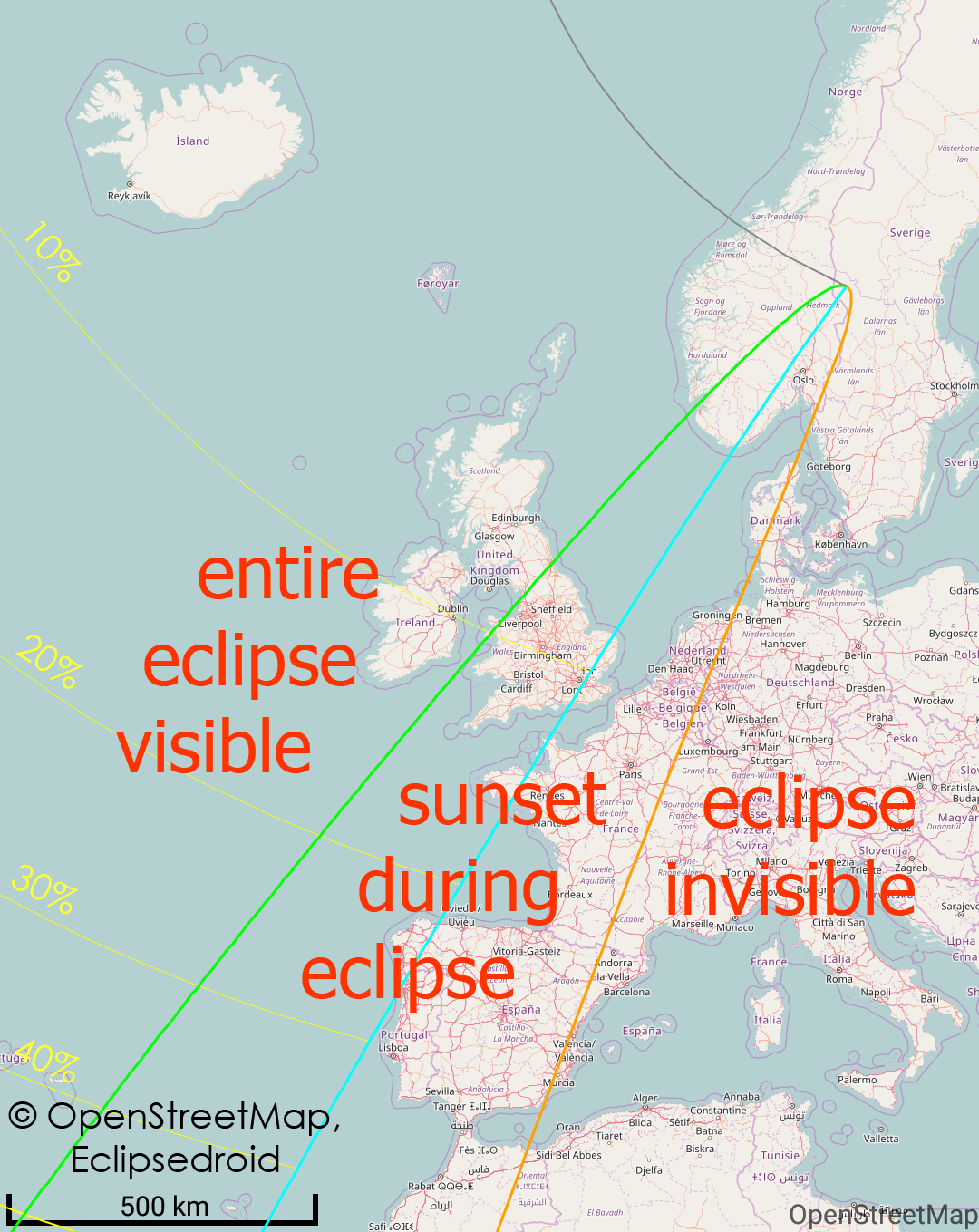
Eclipsa din 21 august 2017 în Europa. Calculare prin EclipseDroid cu refracție atmosferică.

În Europa, eclipsa a fost vizibilă în Europa de Nord-Vest în cursul serii sau la apusul Soarelui. Doar în Islanda, Scoția și în Irlanda eclipsa va putea fi văzută de la început până la sfârșit. În restul Regatului Unit, în Norvegia, în Țările de Jos, în Belgia, în Franța, în Spania și în Portugalia, eclipsa a fost vizibilă doar înainte de apusul Soarelui, în condițiile în care cerul a fost senin.
Acoperirea parțială a atins, pe insula São Miguel din Azore, circa 28 %, la Madeira circa 33%. În Las Palmas circa 40% poate fi obținută la apusul Soarelui. Pe coasta de vest a Peninsulei Iberice o acoperire între 13% și 22%, în Nord și în Sud, este atinsă la apusul Soarelui. Pe coasta franceză a Atlanticului, acoperirea maximă este semnificativ inferioară, de circa 10%, pe coasta de vest a Insulelor Britanice, la fel. În Germania, începutul eclipsei a putut fi văzut la apusul Soarelui la nord-vestul extrem, la Borkum și doar în condiții atmosferice perfecte.

## Alte eclipse în Statele Unite ale Americii
Această eclipsă este prima eclipsă totală vizibilă de pe teritoriul Statelor Unite ale Americii din 1991 (an în care o asemenea eclipsă a fost vizibilă doar pentru o parte din Hawaii), prima eclipsă vizibilă din Statele Unite ale Americii continentale, din 1979. Un articol din 1991, publicat în revista Discover a notat că „eclipsa totală de Soare din 11 iulie 1991”, care trece peste Hawaii și peste o parte importantă din Mexic, „[era] cea mai bună întrucât următoarea dată va fi posibilă abia în 2017”. Această eclipsă face parte dintr-același Saros ca și eclipsa din 11 august 1999 (totală în România). Eclipsele din același Saros apar după 18 ani 10 sau 11 zile și 8 ore. Zona de totalitate pe glob este decalată cu 120°, în raport cu eclipsa precedentă din același Saros , aceea din 11 august 1999.
Banda de totalitate  a eclipsei din 26 februarie 1979 nu a trecut decât peste statele Washington, Oregon, Idaho, Montana și Dakota de Nord. Numeroși vizitatori s-au dus pe coasta Pacificului pentru a vedea eclipsa, întrucât era ultima  eclipsă totală care survenea în Statele Unite ale Americii în aproape patru decenii.
Oameni de știință americani cât și amatori interesați să aibă experiența unei eclipse totale au participat la o croazieră de patru zile în Oceanul Atlantic pentru a vedea eclipsa de Soare din 10 iulie 1972 în timpul trecerii acesteia în apropiere de Noua Scoție. Organizatorii croazierei publicaseră în reviste de astronomie și în planetariumuri, anunțuri care subliniau absența eclipselor totale vizibile de pe teritoriul S.U.A. până în 2017.
Această eclipsă din 21 august 2017 este prima care traversează, în totalitate, teritoriul Statelor Unite, de la coasta Pacificului până la coasta Atlanticului (în ~1h1/2), după 1918.
Drumul acestei eclipse întretaie drumul eclipsei din 8 aprilie 2024, intersecția găsindu-se în sudul statului Illinois, la Makanda, chiar la sud de Carbondale. O mică suprafață, cuprinzând orașele Carbondale, Cap-Girardeau (Missouri), și Paducah (Kentucky), este, prin urmare, gazda a două eclipse totale de Soare în mai puțin de șapte ani.

## Galerie de imagini

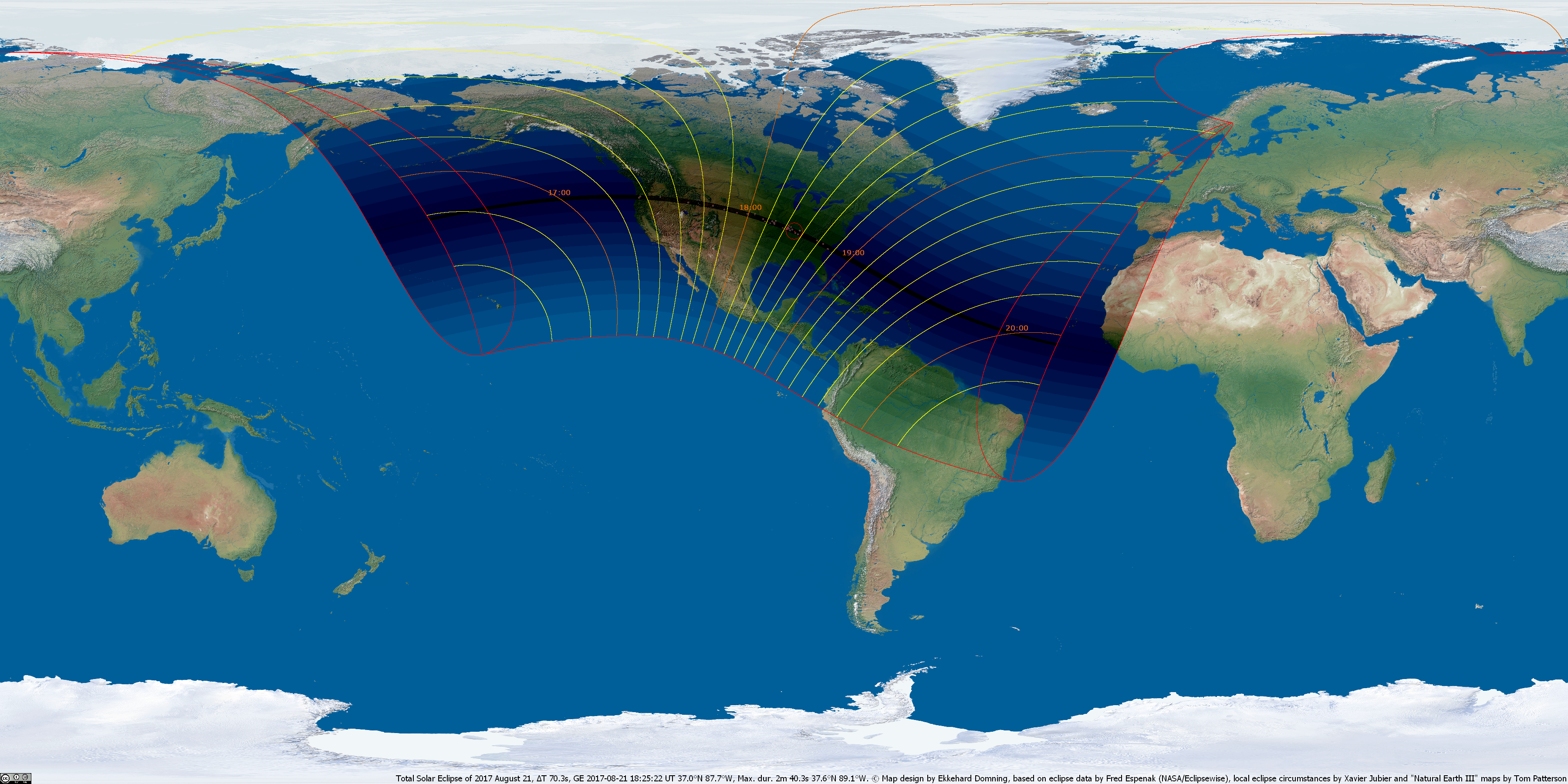
Harta lumii cu eclipsa de Soare din 21 august 2017
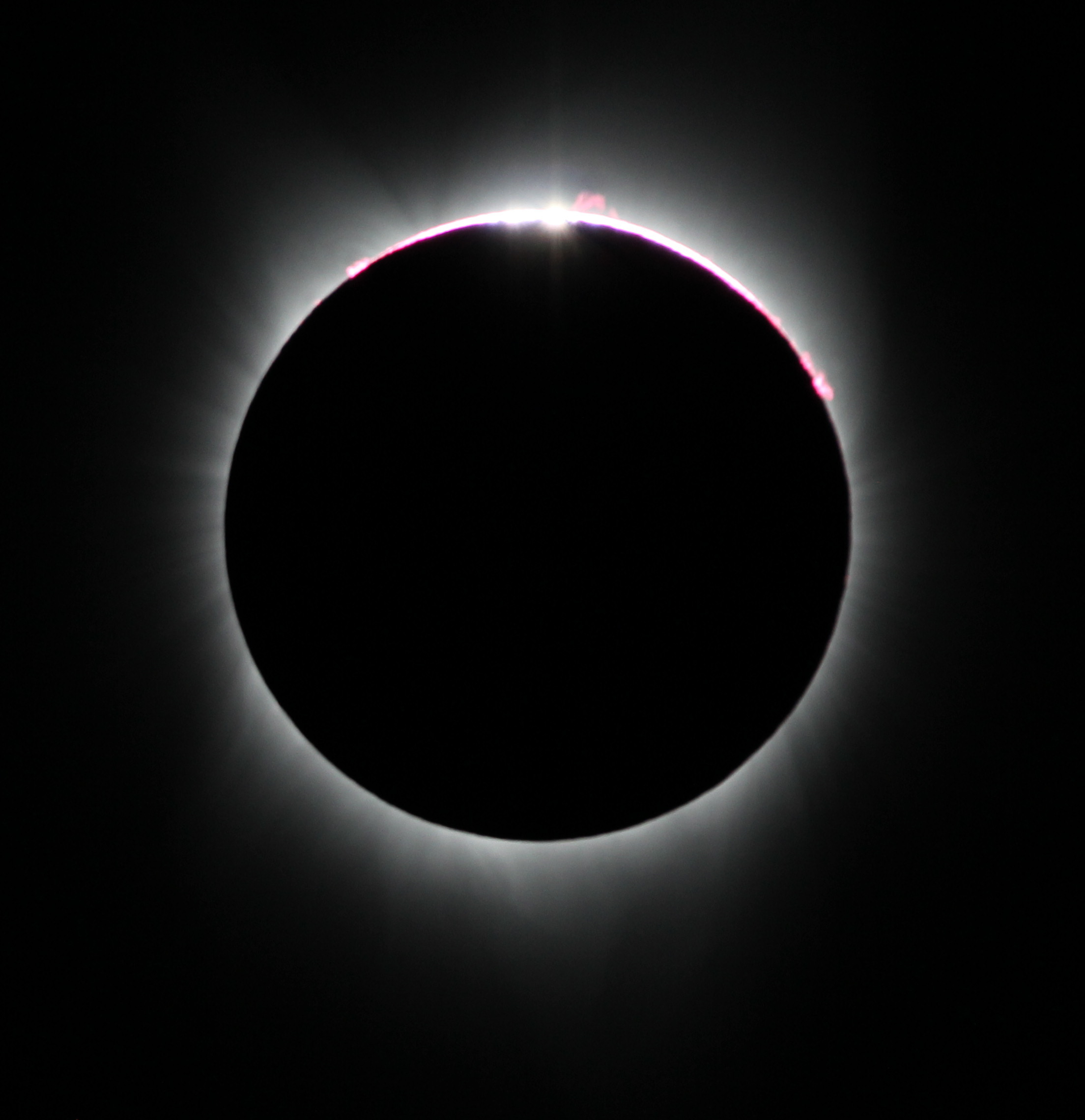
Vedere a celui de al treilea contact. Fotografie luată în Parcul Național Grand-Teton în Wyoming.
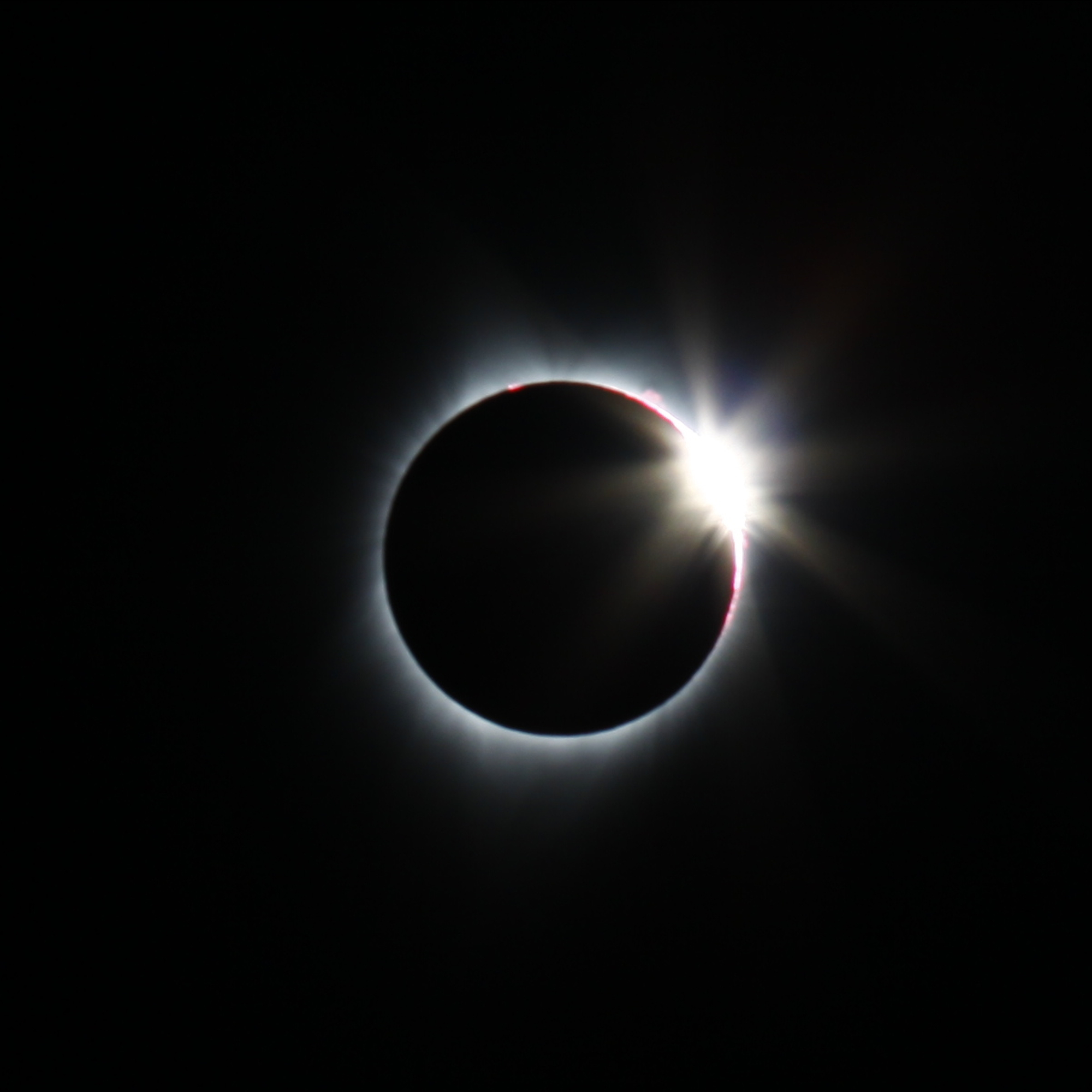
Inelul de diamant observat la Corvallis, Oregon.
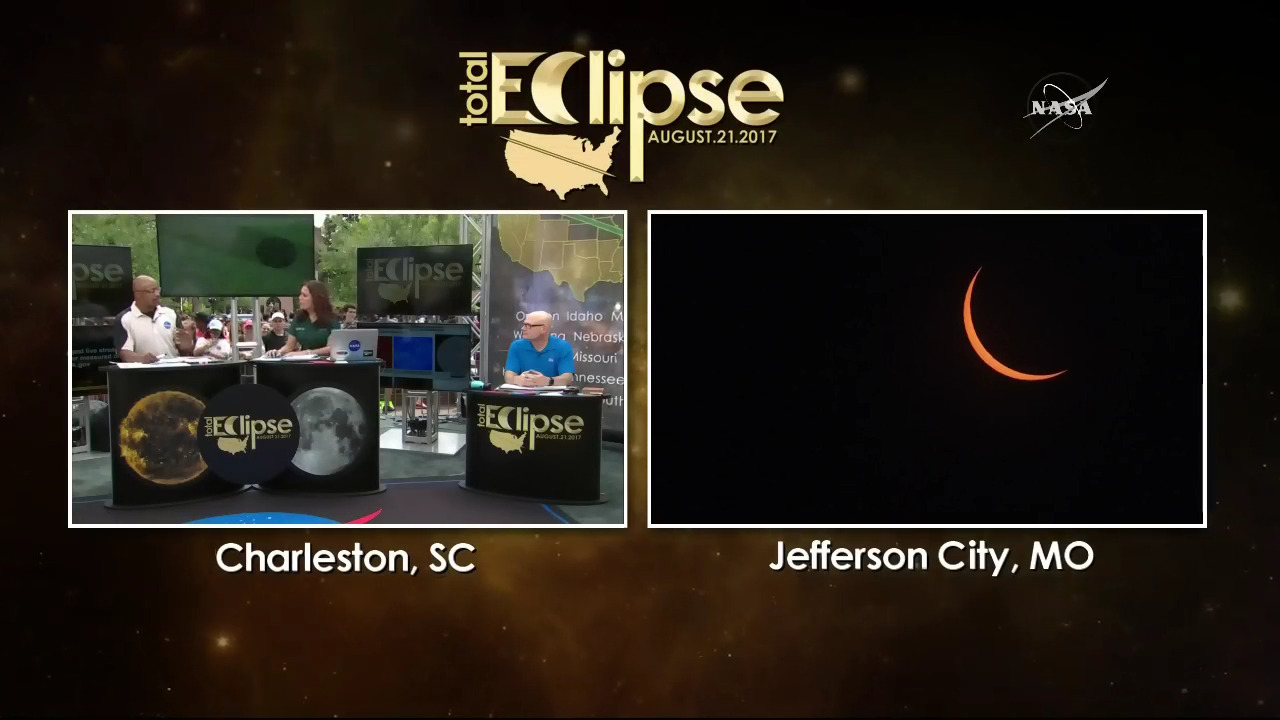
Televiziunea NASA TV a fost vizionată de 4,4 milioane de persoane la orele 1:40 EDT, reprezentând 87% din traficul pe site-urile guvernului federal american.
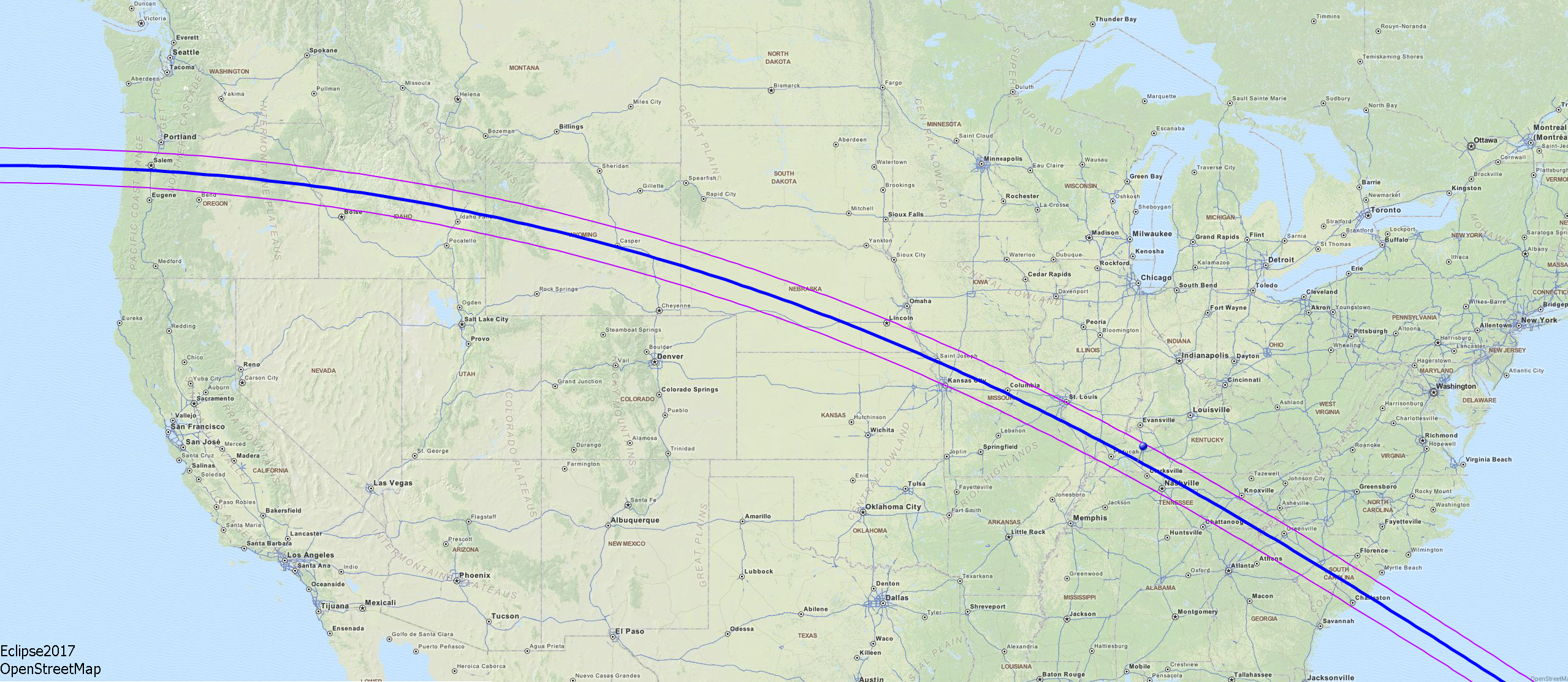
Parcursul  eclipsei de Soare din 21 august 2017 în Statele Unite ale Americii
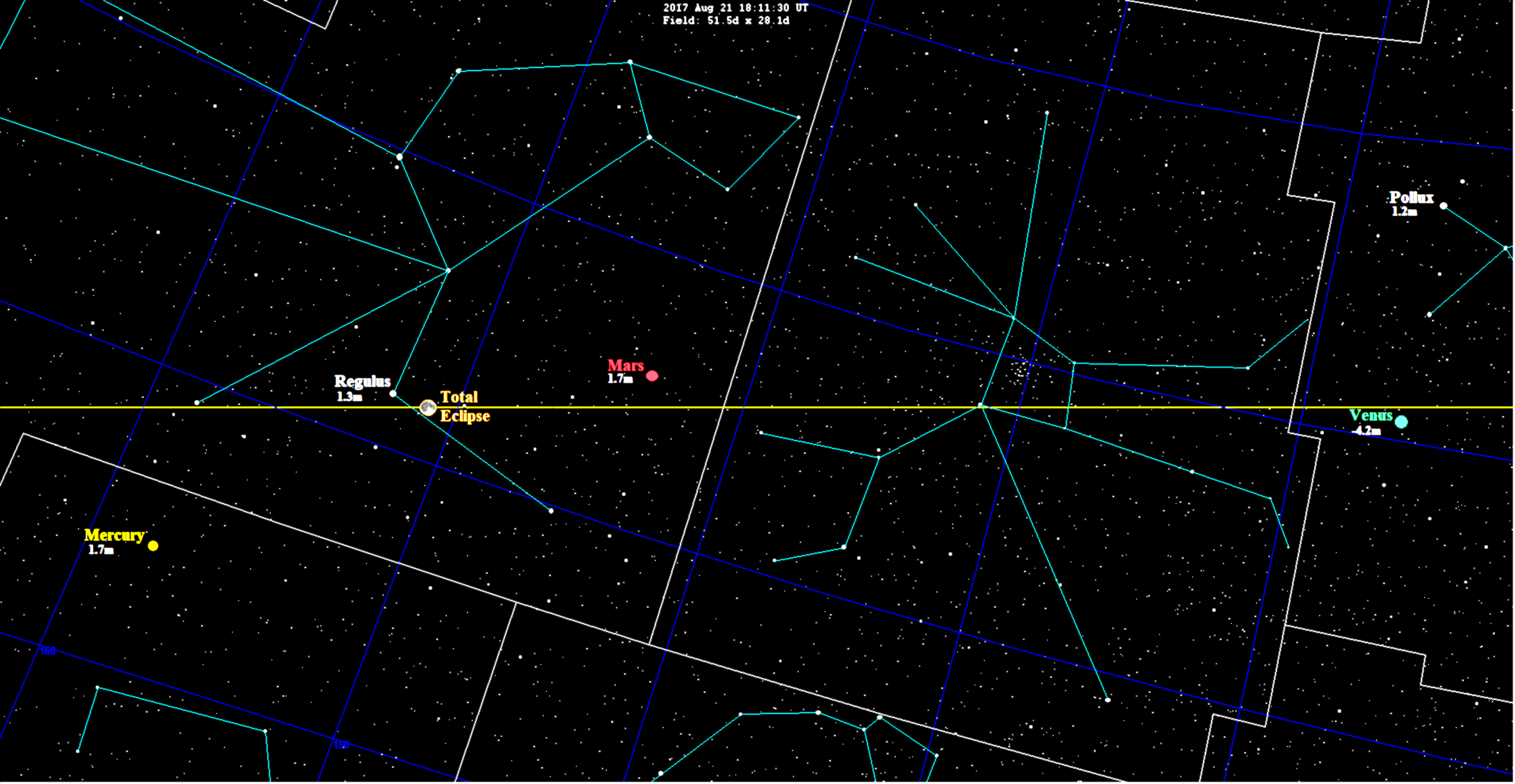
Harta cerească din timpul eclipsei totale de Soare din 21 august 2017.